# Leioproctus stewarti
Leioproctus stewarti är en biart som först beskrevs av Rayment 1947.  Leioproctus stewarti ingår i släktet Leioproctus och familjen korttungebin. Inga underarter finns listade i Catalogue of Life.

## Bildgalleri

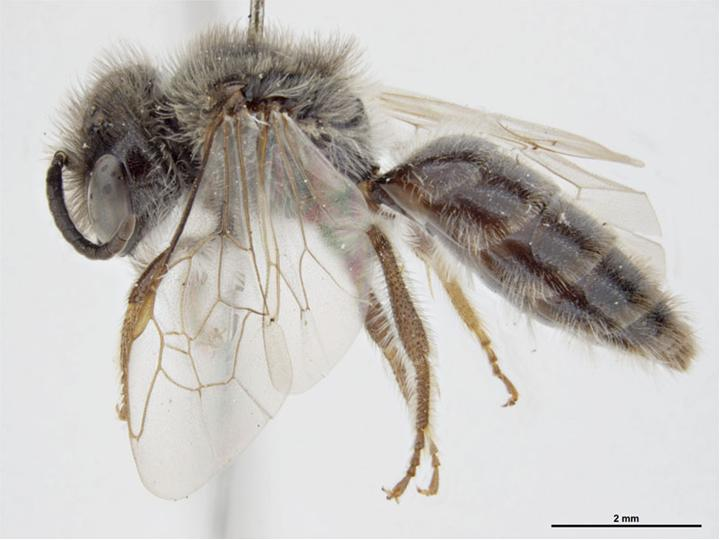